# Микроновая

Анимация процесса микронова

Микроновая — звёздный взрыв на поверхности белого карлика, мощность которого составляет примерно одну миллионную от мощности классической новой. Это явление вызвано скоплением материи из окрестностей звезды, например, от бинарной звезды.
Команда из Европейской южной обсерватории 20 апреля 2022 года объявила о том, что они идентифицировали три микроновых, используя данные космического телескопа TESS и Very Large Telescope.